# Wilhelm Wenzel

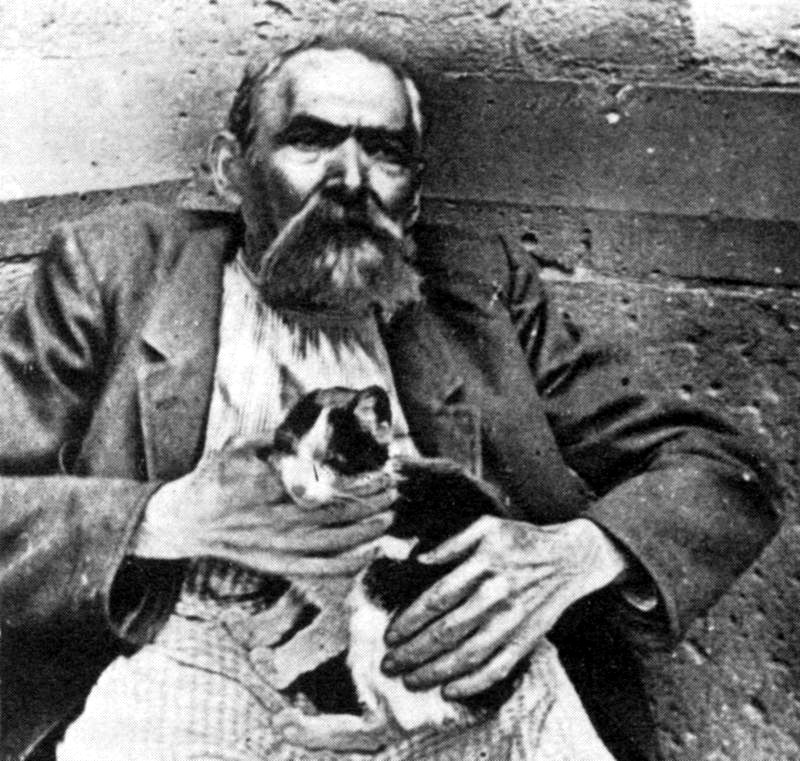
Wilhelm Wenzel mit seiner Katze „Mieze“

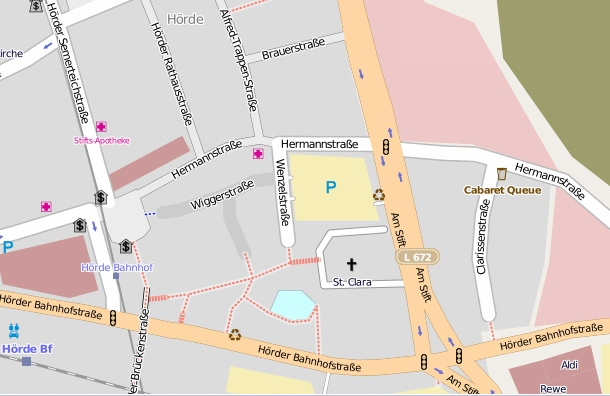
Die Wenzelstraße in Hörde

Wilhelm Wenzel (* 1841 in Unna; † 19. November 1914 in Hörde, heute Dortmund) war Hörder Original und Stadtpoet.

## Leben
Wenzel, der in jungen Jahren nach Hörde kam, war Buchbindermeister. Er betrieb in einem der Gebäude des ehemaligen Klarissenstiftes „Clarenberg“ sein Handwerk und verkaufte dort zudem Schulbücher, Papier- und Schreibwaren. Sein kleiner Laden konnte ihn mehr schlecht als recht ernähren, daher war er zeitlebens auf die Mildtätigkeit seiner Freunde angewiesen. Seine ungewöhnliche Erscheinung – er maß nur ungefähr 1,50 Meter – und sein eigentümlicher Charakter verhalfen ihm zu einer erheblichen Bekanntheit. Besondere Beachtung erzielten aber seine kurzen Gedichte, die er fast täglich auf Tafeln neben dem Eingang seines Ladens anschrieb und in denen er auch seine Kritik an Mitbürgern und Gesellschaft vortrug. Wenzel, der nie verheiratet war, galt als Einzelgänger. Seine wenigen Kontakte fand er im Gesellenverein, dessen Mitglieder ihm 1914 auch die letzte Ehre erwiesen. Im Jahr 1958 wurde eine Straße nahe dem Hörder Markt nach Wenzel benannt, 2001 wurde ein Denkmal an dieser Straße durch den Verein zur Förderung der Heimatpflege Hörde errichtet.

## Werk
Wenzels Werk ist nur fragmentarisch erhalten, es besteht im Wesentlichen aus kurzen Versen, sowohl in Hoch- als auch in Plattdeutsch verfasst.
Kopf hoch!

Laß dich vom Verdruß nicht necken!

Verwundre dich und fasse Mut!

So mancher Kopf trägt einen Hut,

Die Eselohren zu verdecken.

Drum fürchtet er, ihn abzunehmen,

Weil diese sonst zum Vorschein kämen.

Wenzel über sich selbst:

Ich pflege meine Thesen

Nach eig’nem Kopf zu schreiben

Und wer sie nicht will lesen

Der lass’ es eben bleiben

## Denkmal

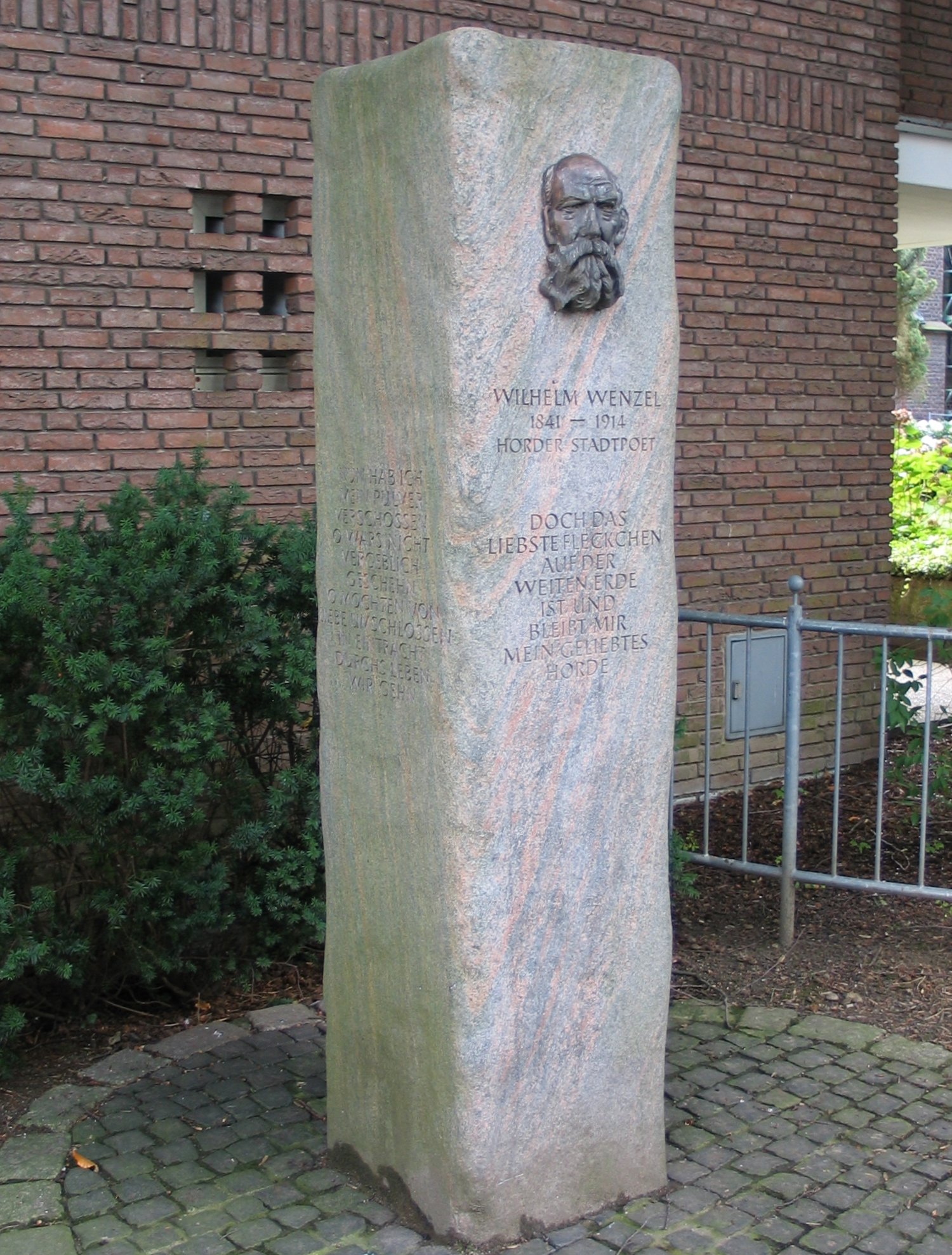
Denkmal an der Wenzelstraße

Das im Jahr 2001 an der Wenzelstraße aufgestellte Denkmal für Wilhelm Wenzel ist eine Stiftung des Bildhauers Helmut Wüstefeld. Auf der Vorderseite des Steins befindet sich eine Abbildung von Wilhelm Wenzel mit Inschrift:
| Vorderseite | Vorderseite                                                                            | linke Seite | rechte Seite |
| ----------- | -------------------------------------------------------------------------------------- | ----------- | ------------ |
|             | DOCH DAS LIEBSTE FLECKCHEN AUF DER WEITEN ERDE IST UND BLEIBT MIR MEIN GELIEBTES HÖRDE |             |              |